# Deborah Hannah
Deborah Hannah Pontes Nunes (Recife, 14 de março de 1993) é uma jogadora brasileira de handebol que joga como central. Atualmente defende o clube HC Astrakhanochka da Rússia.
Integrou a delegação nacional que disputou o Campeonato Mundial de 2013. Sagrou-se campeã mundial após o Brasil derrotar a Sérvia.

## Carreira

### Clubes
Deborah começou jogando no Clube Português do Recife - Pernambuco até 2011. No ano seguinte, vestiu a camisa da Metodista/São Bernardo, de São Paulo. Em 2012, a central foi campeã paulista e campeã da Liga Nacional. Já no ano de 2013, a equipe do ABC perdeu o título da Liga Nacional para o UNC/Concórdia, mas Hannah foi eleita a melhor jogadora do campeonato.

#### Seleção
Foi convocada para a seleção juvenil antes de integrar a a seleção brasileira principal. Em 2010 foi campeã do Campeonato Panamericano Juvenil. Foi também campeã do Campeonato Panamericano Júnior em 2012, o que garantiu uma vaga no Mundial da categoria em que a seleção ficou com o décimo segundo lugar. Em 2013 foi convocada para a disputa do Campeonato Panamericano na República Dominicana, o Brasil acabou sendo campeão do torneio. No mesmo ano, foi campeã da Provident Cup na Hungria. Ainda em 2013 foi convocada para a disputa do Campeonato Mundial na Sérvia. Na final Hannah marcou dois gols ajudando a equipe brasileira a vencer a partida por 22 a 20, conquistando o inédito título mundial. Em 2014 foi campeã dos Jogos Sul-Americanos no Chile.

## Principais conquistas

### Títulos
Metodista/São Bernardo
- Campeã Paulista: 2012
- Campeã da Liga Nacional: 2012

Seleção Brasileira
- Campeã Mundial: 2013
- Campeã do Campeonato Panamericano: 2013
- Campeã dos Jogos Sul-Americanos: 2014
- Campeã da Provident Cup: 2013
- Campeã do Campeonato Panamericano Juvenil: 2010
- Campeã do Campeonato Panamericano Júnior: 2012

### Prêmios
Metodista/São Bernardo
- Melhor jogadora da Liga Nacional de 2013